# Боярський знак
Боярський знак — персональний чи родовий герб давньоруського нобілітету.
На численних пам'ятках із теренів Руси уже з ХІ ст. фіксується внесення в поле щита фігур відповідного забарвлення, що мають стабільну іконографію та передаються у спадок. Геральдичну традицію на Русь було привнесено, вочевидь, з Імперії ромеїв, де геральдичні знаки відомі вже з Х ст.
Найдавніші руські герби побутували як у княжому, так і в боярському середовищі. Поява й поширення боярських знаків збігається в часі з розповсюдженням патронімічних та інших прізвищ у середовищі руського нобілітету — процес, характерний і для ромейського та західноєвропейського суспільств, де герб також часто виступав своєрідним візуальним еквівалентом прізвища.
Герб із зображенням крокв уживали в першій половині ХІ ст. боярин Добриня та його син Костянтин Добринич. Герб із трилисником у щиті фігурує на печатках посадника Завида 1088—1094 рр. та його внука — посадника Завида Дмитровича 1128 р. Гербом із рицарським хрестом у щиті користувався володимирський боярин Дмитро Жирославич у першій половині ХІІ ст.
Більшість тогочасних боярських гербів залишаються, втім, неідентифікованими, оскільки фігурують здебільшого на пам'ятках, що не містять інформації про їх власників.